# U-74号潜艇 (1915年)
陛下之74号潜艇是德意志帝国海军建造的UE-I型潜艇或称U艇的四号艇。它由但泽的帝国船厂承建，于1915年8月10日下水，至同年11月24日交付使用。U-74号是在第一次世界大战期间服役的329艘德国潜艇之一，曾参加过大西洋潜艇战。在其两次巡逻中，仅击沉了1艘2802总吨的英国商船。1916年5月17日，U-74号在苏格兰邓巴对开约3.5海里（6.5）处的水雷操作事故中沉没。

## 设计
U-74号是德意志帝国海军潜艇局（U-Boot-Inspektion）于1914年底开发的UE级布雷潜艇（UE-I型）的四号艇，这是官方设计的第45号方案，计划具有更长的续航里程以及较短的工期。
U-74号为单壳体远洋潜艇，配有鞍形水柜。其全长为56.80米；舷宽5.90米，当中的耐压壳体宽为5米；有4.86米的吃水深度。其水上排水量为755吨，水下为832吨。艇只搭载有可在水上使用的两台奔驰六缸四冲程（S6 Ln型）柴油发动机，总功率为800匹公制馬力（588千瓦特）；以及可在水下使用的西门子-舒克特双电动发电机，总功率同样为800匹公制馬力（588千瓦特）。与其他远洋潜艇相比，它的机动性能较弱。这些发动机用以驱动双轴、每根轴各一个直径为1.41米的螺旋桨，从而使艇只在水上的最高速度达9.6節（17.8每小時），在水下的最高航速则为7.9節（14.6每小時）。艇只可以7節（13每小時）的速度在水上巡航7,880海里（14,590），或以4節（7.4每小時）的速度在水下巡航83海里（154）。它的潜航深度为50米。
U-74号的主要任务是布雷，舱内最多可搭载38枚水雷，它们是通过艇艉的两条弹射井道向后布设。因此，这不是一款用于发动鱼雷攻击的潜艇。然而，U-74号仍在左舷艏部和右舷艉部分别装备了一具鱼雷发射管用于自卫，并可携带合共4枚鱼雷。两具管道都位于耐压壳体外侧，因此只有在潜艇浮出水面时才能进行操纵和装填。此外，该艇在司令塔后方的艉部甲板上还装备有一门88毫米30倍径速射炮用于水面作战。其标准船员编制为4名军官及28名水兵。

## 历史
U-74号是由德意志帝国海军作为E项战时订单（Kriegsauftrag E）于1915年1月6日向但泽的帝国船厂订购，建造编号为30。艇只于1915年8月10日下水，至同年11月24日在首任暨唯一一任艇长、海军上尉埃尔温·魏斯巴赫的指挥下正式交付使用。自1916年3月起，U-74号被分配至北海的第一潜艇区舰队，并一直隶属于该部队至意外沉没。
第一次世界大战期间，U-74号曾在北海完成两次布雷巡逻，并击沉1艘容积为2802总吨的英国货轮萨比亚号（Sabbia）。这艘满载着煤炭的货轮是在1916年4月20日行至法夫的五月岛对开约7海里（13）处时撞上了由U-74号布设的水雷。
U-74号于1916年5月在苏格兰东岸的福斯湾进行第二次布雷任务。它在罗塞斯对开海面设置了一个雷区，以阻挡英国的深海舰队。此后，该艇再未返航。根据最初的推定，U-74号是于1916年5月27日在彼得黑德附近被一支英国军用拖网船部队的炮火击沉。然而，在邓巴附近海域发现的一艘潜艇残骸后来被确认为U-74号。沉没的原因最终获官方确认为是在雷区布设过程中的操作事故。艇内34名官兵全数遇难，无人幸存。

## 袭击历史摘要
| 日期          | 船名     | 船籍 | 吨位 | 结局 |
| ------------- | -------- | ---- | ---- | ---- |
| 1916年4月20日 | 萨比亚号 | 英国 | 2802 | 击沉 |

## 脚注
1. 1 2  Helgason, Guðmundur. . German and Austrian U-boats of World War I - Kaiserliche Marine - Uboat.net.   [2014-12-24].
2. 1 2 3  Gröner 1991，第10–11頁.
3. 1 2  Helgason, Guðmundur. . German and Austrian U-boats of World War I - Kaiserliche Marine - Uboat.net.   [2015-01-18].
4. ↑  Helgason, Guðmundur. . German and Austrian U-boats of World War I - Kaiserliche Marine - Uboat.net.   [2010-01-24].
5. ↑  Herzog，第48頁.
6. ↑  Herzog，第136頁.
7. ↑  Herzog，第123頁.
8. ↑  Herzog，第68頁.
9. ↑  Helgason, Guðmundur. . German and Austrian U-boats of World War I - Kaiserliche Marine - Uboat.net.   [2021-10-29].
10. ↑  Herzog，第90頁.
11. ↑  Kemp，第18頁.
12. ↑  .   [2021-10-29]. 原始内容存档于2012-11-04.
13. ↑  Helgason, Guðmundur. . German and Austrian U-boats of World War I - Kaiserliche Marine - Uboat.net.   [2015-01-18].